# Environnement au Panama
L'environnement au Panama est l'environnement du Panama, un pays d'Amérique Centrale.
C'est l’un des pays les plus diversifiés au monde sur le plan écologique, jouant ainsi un rôle central dans la préservation de la biodiversité et l’atténuation du changement climatique. Néanmoins, le Panama n’a pas été épargné par le développement incessant des activités humaines.

## La biodiversité au Panama

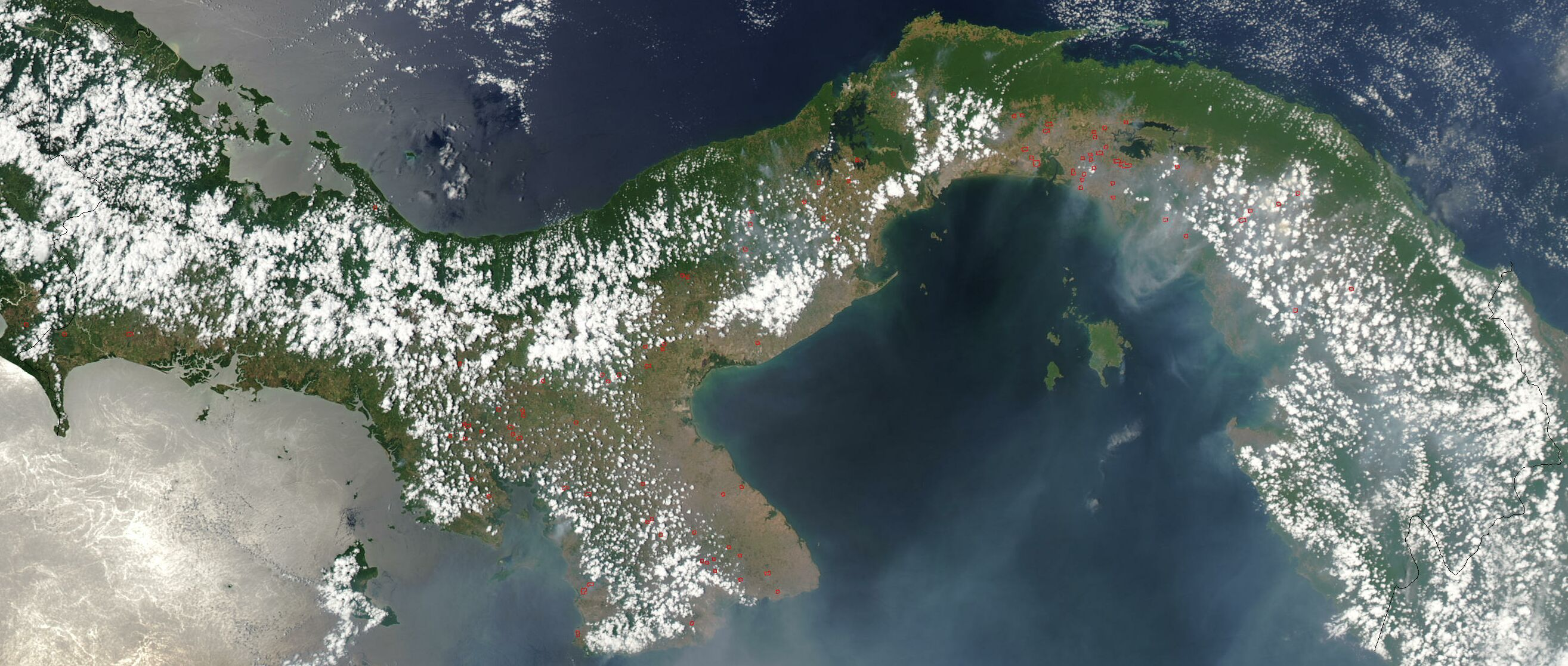
Image satellite du Panama.

Le Panama abrite de vastes étendues de forêts tropicales et de mangroves dans lesquelles évoluent pas moins de dix mille espèces de plantes et d’animaux, tels que le jaguar et l’ours à lunettes.

### Milieux
Le climat du Panama peut être défini comme tropical. Les températures nocturnes sont comprises entre 21 °C et 25 °C, contre 28 °C à 34 °C en journée. L'humidité reste comprise entre 50 % et 90 %. Les reliefs de la côte caribéenne sont, en moyenne, plus exposés aux précipitations que ceux de la côte pacifique. Les pluies abondantes (1 100-3 600 mm par an) et l'humidité toujours élevée, participent au développement d'une flore luxuriante sur l'ensemble du territoire panaméen.
La forêt tropicale du Panamá est préservée et présente une richesse florale exceptionnelle.

### Faune et flore

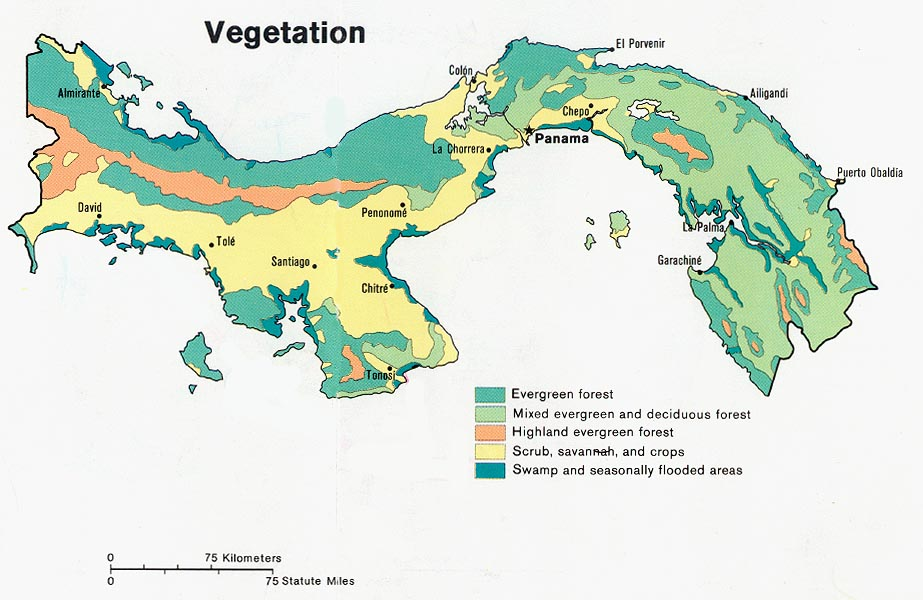
Végétation du Panama, 1981

Le territoire tropical de Panama accueille un grand nombre de plantes et 40 % du territoire sont recouverts de forêts malgré une réduction de moitié depuis les années 1940. La majeure partie de l'agriculture, de subsistance, est composée de maïs, de haricots et de divers tubercules. Les terres arables sont principalement situées dans le nord-est et le sud-ouest du pays. La principale culture d'exportation est la banane dont la production recouvre la majeure partie des deux côtes.

#### Agriculture

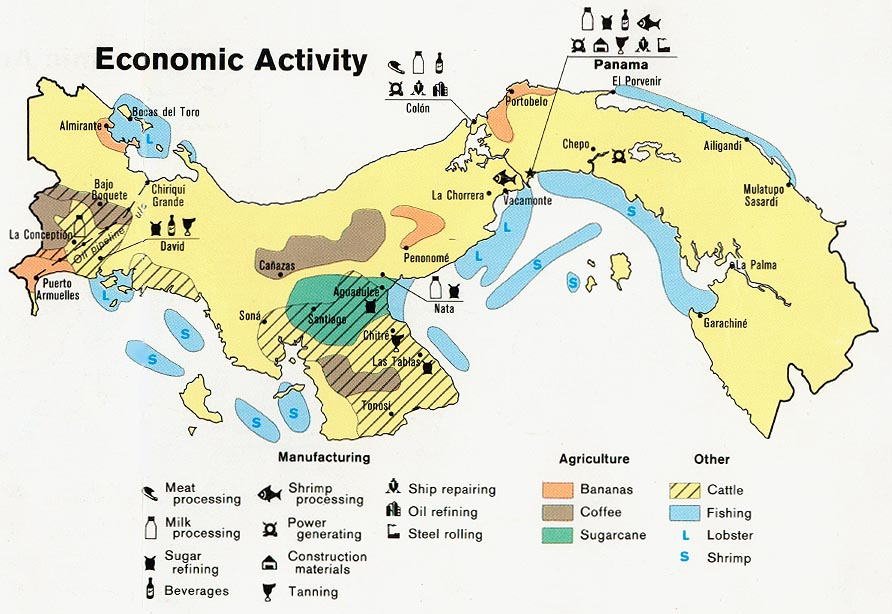
Activités économiques du Panama, 1981

## Impacts sur les milieux naturels

### Gestion des ressources

#### Gestion de la ressource en eau
Le canal de Panama, long de 79,6 km, qui traverse le pays du Nord au Sud, fonctionne à l'aide d'écluses alimentées en eau douce. 200 000 m3 sont nécessaires pour chaque passage de bateau (40 par jour avant restrictions en 2023). En raison de la sécheresse qui s'accroit dans la région, le Pays a du diminuer le trafic quotidien, pour limiter la quantité d'eau douce utilisée. 

## Politique environnementale au Panama

### Politique nationale
En 2022, le pays a adopté une loi reconnaissant notamment à la nature les droits d’exister, d’évoluer et de se régénérer.